# Daddy (песня Korn)
«Daddy» (с англ. — «Папочка») — песня американской ню-метал-группы Korn, заключительный трек их одноимённого дебютного альбома.

## Содержание песни
Вокалист группы Джонатан Дэвис утверждает, что в песне идёт речь о его болезненном прошлом, как до него домогались, когда он был ребёнком, но никто в это не верил. Тем не менее, он отрицает, что речь идёт о физическом или сексуальном насилии, причинённом ему отцом, и что и само название песни и её содержание отсылает к его родителям, которые не верили ему. Песня послужила причиной множества предположений, что Рик Дэвис (отец Джонатана) издевался над своим сыном. Эти домыслы стали источником смущения для Рика Дэвиса, хотя его сын говорил в многочисленных интервью, что в песне говорилось о знакомой семьи, которая сексуально домогалась Джонатана. Когда 12-летний Джонатан попытался обратиться за помощью к своей семье, то был проигнорирован. Ни Джонатан, ни Рик не сказали, кто была эта знакомая, но оба настаивают, что это была женщина.
В раннем интервью журналу Kerrang!, Джонатан сказал, когда его спросили об этой песне:
Люди думают, что «Daddy» была написана, потому что мой папа трахал меня в задницу, но песня не об этом. Это не был мой отец, или моя мама. Когда я был ребёнком, я стал жертвой сексуального насилия от кое-кого и пошёл к родителям, рассказал им об этом, а они подумали что я вру ради шутки. Они так и не придали этому значения. Они не верили, что это случилось с их сыном... На самом деле я не очень люблю говорить об этой песне. Сейчас я сказал больше, чем когда-либо...

## Музыка и структура
Песня заканчивается реальными рыданиями Дэвиса в течение долгого времени, пока группа продолжает играть инструментальный трек. Остальные музыканты группы до записи не знали, что песня о детстве Джонатана.
После долгой паузы начинается скрытый трек — случайная аудиозапись спора, которую продюсер Росс Робинсон нашёл в заброшенном доме. Спор идёт между мужчиной по имени Майкл и женщиной Гери, которые обсуждают установку детали автомобиля (очевидно выхлопную трубу на Dodge Dart). Слышно, как Майкл кричит на Гери (богохульствуя) во время установки.

## Концертное исполнение
Ранняя версия песни исполнялась на первых трёх концертах группы. Джонатан Дэвис сказал, что песня попросту слишком личная, чтобы исполнять её вживую на концертах.
Он и так покидает сцену после нашего сета эмоционально истощенным, поэтому я не могу представить, как бы он выглядел после исполнения этой песни. — Манки
На ранних концертных выступлениях инструментальная часть песни иногда использовалась в качестве вступления к «Shoots and Ladders».
В марте 2015 года начался тур в честь 20-летия Korn, где группа исполняла дебютный альбом, в том числе и трек «Daddy». Впоследствии Дэвис сказал, что этот тур довёл его до депрессии, но он не жалеет о сделанном.
Я рад, что мы сделали это. Мы сделали это по единственной причине, чтобы фанаты смогли прийти и увидеть это, прочувствовать это. Но не просите меня больше. Я становлюсь слишком старым для подобного дерьма. — Джонатан Дэвис

## Демоверсия
Демоверсия песни, которую можно найти на демо Neidermeyer's Mind, значительно короче альбомной версии. Если в альбоме фактическая длина песни составила 9:32, то на демо песни длится только 4:29. Демоверсия песни не содержит вступление а капелла и начинается с басового рифа Филди. Также на демо отличается припев. После инструментального проигрыша идёт дополнительная часть песни, в которой Джонатан Дэвис поёт: «Mommy! Why did Daddy touch me there?» (с англ. — «Мамочка! Зачем Папочка трогал меня там?»), которая переходит в «I didn’t touch you there». (с англ. — «Я не трогал тебя там».)